# 小行星4510
小行星4510（英語：4510 Shawna）是一颗围绕太阳公转的小行星。1930年12月13日，克萊德·湯博在弗拉格斯塔夫发现了此天体。
这颗小行星的绝对星等为338.0298365138773等。